# Laure de Clermont-Tonnerre

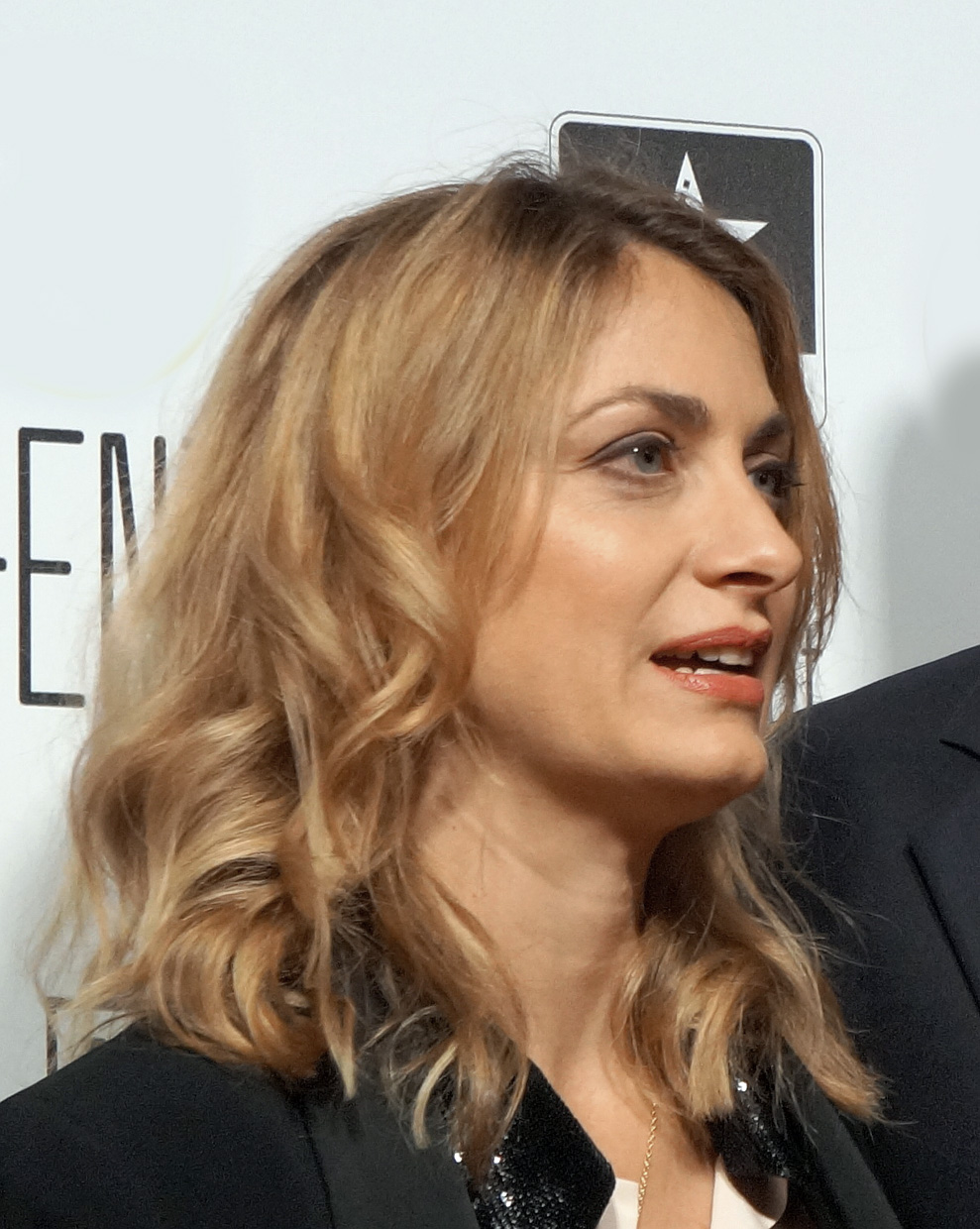
Laure de Clermont-Tonnerre (2019)

Laure de Clermont-Tonnerre (* 26. Juli 1983 in Paris) ist eine französische Schauspielerin, Filmregisseurin und Drehbuchautorin.

## Leben
Zu de Clermont-Tonnerres Vorfahren zählen Jean-Baptiste Colbert, Philippe II., Herzog von Orléans und dessen Geliebte Charlotte Desmares, einer Schauspielerin aus einer Theaterfamilie. Philippe II. war ein Neffe Ludwigs XIV und ein Nachkomme von James I., König von England, Schottland und Irland.
Nach ihrem Masterstudium in Geschichte an der Sorbonne zog sie nach New York. Hier drehte sie zwei Kurzfilme, Atlantic Avenue und Rabbit, die auf mehreren internationalen Festivals wie dem Tribeca Film Festival vorgestellt und ausgezeichnet wurden. Bei The Mustang mit Matthias Schoenaerts in der Hauptrolle, den sie im Januar 2019 im Rahmen des Sundance Film Festivals vorstellte, handelt es sich um ihr Regiedebüt bei einem Spielfilm. Sie entwickelte das Filmprojekt im Rahmen des Sundance Institute’s 2015 January Screenwriters Lab und überarbeitete hierfür ihren Kurzfilm Rabbit aus dem Jahr 2014, in dem eine inhaftierte Frau einen Hasen als Therapietier erhält. De Clermont-Tonnerre erweiterte die Grundgeschichte in The Mustang, indem sie mit einem Pferd ein Tier wählte, das fest in der amerikanischen Mythologie verankert ist. Der Film stieß auf sehr gute Kritiken.
Anfang September 2022 wurde mit Lady Chatterleys Liebhaber ihr zweiter Spielfilm veröffentlicht.
Laure de Clermont-Tonnerre lebt und arbeitet in Paris und New York.

## Filmografie (Auswahl)
- 1994: Ma sœur chinoise
- 1999: Die wiedergefundene Zeit (Le temps retrouvé) (nach dem gleichnamigen Roman von Marcel Proust)
- 2010: Adèle und das Geheimnis des Pharaos (Les Aventures extraordinaires d’Adèle Blanc-Sec)
- 2013: Eine Hochzeit und andere Hindernisse (Des gens qui s’embrassent)
- 2013: Atlantic Avenue (Kurzfilm, Regie)
- 2019: The Mustang (Regie und Drehbuch)
- 2019: The Act (Fernsehserie, 3 Folgen, Regie)
- 2020: Mrs. America (Fernsehserie, 2 Folgen)
- 2022: Lady Chatterleys Liebhaber (Lady Chatterley’s Lover)

## Auszeichnungen (Auswahl)
Gotham Award
- 2019: Auszeichnung für die Beste Nachwuchsregie (The Mustang)[9]

Sundance Film Festival
- 2015: Auszeichnung mit dem NHK Award (The Mustang)[10]